# Halogénure de méthylammonium

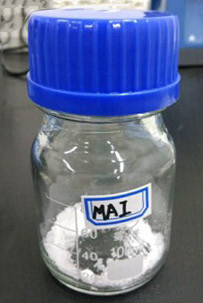
Poudre d'iodure de méthylammonium.

Les halogénures de méthylammonium sont des composés organiques de formule générale CH3NH3X, où X est un anion halogénure tel que chlorure Cl−, bromure Br− et iodure I−, correspondant respectivement au chlorure de méthylammonium CH3NH3Cl, au bromure de méthylammonium CH3NH3Br et à l'iodure de méthylammonium CH3NH3I. Ils se présentent sous la forme de substances blanches ou faiblement teintées et sont utilisés essentiellement pour l'obtention de semiconducteurs absorbant la lumière, tels que les halogénures de plomb méthylammonium, destinés à la production de cellules photovoltaïques à pérovskite. L'iodure est le plus couramment employé des trois, mais il peut être mélangé avec les deux autres halogénures pour moduler leur absorption, leur conductivité et leur bande interdite. Le dopage avec des ions magnétiques tels que le cation de manganèse Mn2+ permet également d'envisager des applications de stockage magnéto-optique de données.
Ces composés sont généralement préparés en faisant réagir des quantités équimolaires de méthylamine CH3NH2 avec l'halogénure d'hydrogène approprié. L'iodure de méthylammonium est ainsi préparé en faisant réagir de la méthylamine avec de l'iodure d'hydrogène à 0 °C pendant 120 minutes, avant une évaporation à 60 °C jusqu'à obtention des cristaux souhaités :
CH3NH2 + HI ⟶ CH3NH3I.
La cristallographie de ces composés a été intensément étudiée, dès 1928 ; le chlorure de méthylammonium a été étudié en 1946 et le bromure en 1961.